# Какадні
Какадні (Cacatuinae) — підродина папугоподібних птахів з родини какадових (Cacatuidae). Включає 15 видів у 5 родах.

## Класифікація
- Рід Какатоїс-голіаф (Probosciger)
  - Какатоїс-голіаф (Probosciger aterrimus)
- Рід Червоноголовий какаду (Callocephalon)
  - Какаду червоноголовий (Callocephalon fimbriatum)
- Рід Рожевий какаду (Eolophus)
  - Какаду рожевий (Eolophus roseicapilla)
- Рід Какаду-інка (Lophochroa)
  - Какаду-інка (Lophochroa leadbeateri)
- Рід Какаду (Cacatua)
  - Какаду короткочубий (Cacatua sulphurea)
  - Какаду жовточубий (Cacatua galerita)
  - Какаду новобританський (Cacatua ophthalmica)
  - Какаду білий (Cacatua alba)
  - Какаду молуцький (Cacatua moluccensis)
  - Какаду червонолобий (Cacatua tenuirostris)
  - Какаду західний (Cacatua pastinator)
  - Какаду малий (Cacatua sanguinea)
  - Какаду танімбарський (Cacatua goffiniana)
  - Какаду соломонський (Cacatua ducorpsii)
  - Какаду філіппінський (Cacatua haematuropygia)